# For Two Pins
For Two Pins è un film muto commedia americano perduto del 1914, prodotto dalla Lubin Manufacturing Company e interpretata da Jimmy Hodges, Marguerite Ne Moyer e Raymond McKee e Oliver Hardy.

## Trama
John smarrisce il suo fermacravatta preferito, poco dopo incontra un ubriaco per strada che indossa una spilla simile e, credendo che l'ubriaco gliel'abbia rubata, John se la riprende. La polizia, chiamata dall'ubriaco, tenta di arrestare John, che oppone resistenza e fugge. Quando arriva a casa, trova sua moglie Martha che indossa la sua spilla. Per salvarsi dalla galera John appunta di nascosto la spilla sulla schiena dell'ubriaco e quando la polizia lo vede pensa che l'ubriaco gli abbia effettivamente rubato la spilla e decidono all'ora di gettare l'ubriaco in un torrente.

## Produzione
For Two Pins è stato girato a Jacksonville, in Florida, presso l'unità di Jacksonville della Lubin Manufacturing Company, sotto la regia di Arthur Hotaling. Era una breve commedia divisa in due bobine, dalla durata di circa 7-8 minuti e fu pubblicata assieme al film: The Particular Cowboys, con Frances Ne Moyer e Raymond McKee il 26 maggio 1914.
For Two Pins è uno dei numerosi cortometraggi commedia realizzati nella primavera del 1914 che includono nel cast Oliver Hardy nelle sue prime apparizioni sullo schermo. Nella maggior parte di questi film faceva la comparsa (spesso la sua presenza non veniva nemmeno accreditata) ed interpretava uno di un gruppo di cowboy o, come qui, di poliziotti. Sebbene i film stessi non siano sopravvissuti fino ai giorni nostri (ogni copia di questo e altri molti film di quell'epoca sono andate perdute) e il ruolo di Hardy la sua presenza è stata scoperta dalle foto promozionali ancora esistenti, per questo il numero di film interpretati da Oliver Hardy è dubbio, ma sicuramente supera le 300-500 pellicole.
I maldestri poliziotti del film For Two Pins e di molte altre commedie mute sono stati ideati da Keystone Cops, che sono apparsi nei cortometraggi prodotti da Mack Sennett per la Keystone Film Company.

## Critica
La maggior parte delle recensioni di For Two Pins nei giornali di settore si sono concentrate sul ruolo dei poliziotti come principali produttori di risate. Il New York Dramatic Mirror scrisse: "Anche se il film non deve essere preso sul serio per quanto riguarda la trama, in questa pellicola c'è il meglio delle gag sulla polizia di tutto il cinema" e il giudizio di Moving Picture World è stato che "le forze di polizia dei film commedia di Lubin Production costringono sempre a ridere".